# جون باترسون (مخرج)
جون باترسون (بالإنجليزية: John Patterson)‏ هو مخرج أمريكي، ولد في 4 مايو 1940 في كوبرستاون في الولايات المتحدة، وتوفي في 7 فبراير 2005 في لوس أنجلوس في الولايات المتحدة بسبب سرطان البروستاتا.

## وصلات خارجية
- جون باترسون على موقع IMDb (الإنجليزية)
- جون باترسون على موقع ألو سيني (الفرنسية)
- جون باترسون على موقع أول موفي (الإنجليزية)
- جون باترسون على موقع قاعدة بيانات الأفلام السويدية (السويدية)
- جون باترسون على موقع قاعدة بيانات الفيلم (الإنجليزية)
- جون باترسون على موقع كينوبويسك (الروسية)